# The Honourable Woman
The Honourable Woman is een Britse dramaserie die voor het eerst werd uitgezonden op 3 juli 2014 op BBC Two. In Vlaanderen werd de miniserie uitgezonden op 31 maart 2015 op Canvas en in Nederland op 1 juni 2015 door BNNVARA op NPO 2. The Honourable Woman ontving positieve recensies, waarbij Maggie Gyllenhaal voor haar rol een Golden Globe won. Natalie Holt en Martin Phipps ontvingen voor de originele muziek een Ivor Novello Award. De serie ontving in 2015 ook een Peabody Award.

## Verhaal
Acht jaar nadat ze de leiding over het familiebedrijf van haar broer heeft overgenomen, krijgt Nessa Stein een Anglo-Israëlische zakenvrouw een titel voor het leven vanwege haar voortdurende toewijding aan het vredesproces in het Midden-Oosten. Wanneer haar zakenpartner bij een schijnbare zelfmoord om het leven komt, moet ze de derde fase van een oud en nogal ambitieus project uitstellen, het verbinden van de Westelijke Jordaanoever met glasvezelkabels. Sommige aandeelhouders manoeuvreren om invloed uit te oefenen op deze zakelijke onderneming. De familie Stein staat echter voor een groot dilemma wanneer ze Kasim de zoon van Atika, een goede vriendin van Nessa ontvoeren.

## Rolverdeling
| Acteur              | Personage             |
| ------------------- | --------------------- |
| Maggie Gyllenhaal   | Nessa Stein           |
| Stephen Rea         | Sir Hugh Hayden-Hoyle |
| Lubna Azabal        | Atika Halabi          |
| Katherine Parkinson | Rachel Stein          |
| Janet McTeer        | Dame Julia Walsh      |
| Eve Best            | Monica Chatwin        |
| Lindsay Duncan      | Anjelica Hayden-Hoyle |
| Andrew Buchan       | Ephra Stein           |
| Igal Naor           | Shlomo Zahary         |
| Philip Arditti      | Saleh Al-Zahid        |
| Genevieve O'Reilly  | Frances Pirsig        |

## Afleveringen
1. The Empty Chair
2. The Unfaithful Husband
3. The Killing Call
4. The Ribbon Cutter
5. Two Hearts
6. The Mother Line
7. The Hollow Wall
8. The Paring Knife

## Prijzen en nominaties
The Honourable Woman won 7 prijzen en ontving 32 nominaties, waarvan de belangrijkste:
| Jaar | Prijs                             | Categorie                                                           | Ontvangstnemer(s)                   | Uitslag     |
| ---- | --------------------------------- | ------------------------------------------------------------------- | ----------------------------------- | ----------- |
| 2015 | BAFTA Awards                      | Beste mannelijke bijrol                                             | Stephen Rea                         | Genomineerd |
| 2015 | Critics' Choice Television Awards | Beste mini-televisieserie                                           | Beste mini-televisieserie           | Genomineerd |
| 2015 | Critics' Choice Television Awards | Beste vrouwelijke hoofdrol in een film of miniserie                 | Maggie Gyllenhaal                   | Genomineerd |
| 2015 | Critics' Choice Television Awards | Beste vrouwelijke bijrol in een film of miniserie                   | Janet McTeer                        | Genomineerd |
| 2015 | Golden Globe Awards               | Beste actrice in een miniserie of televisiefilm                     | Maggie Gyllenhaal                   | Gewonnen    |
| 2015 | Emmy Awards                       | Beste mini-televisieserie                                           | Greg Brenman, Abi Bach & Hugo Blick | Genomineerd |
| 2015 | Emmy Awards                       | Beste vrouwelijke hoofdrol in een miniserie of televisiefilm        | Maggie Gyllenhaal                   | Genomineerd |
| 2015 | Emmy Awards                       | Beste regie voor een beperkte serie, film of dramatische special    | Hugo Blick                          | Genomineerd |
| 2015 | Emmy Awards                       | Beste scenario voor een beperkte serie, film of dramatische special | Hugo Blick                          | Genomineerd |
| 2015 | Satellite Awards                  | Beste miniserie                                                     | Beste miniserie                     | Genomineerd |
| 2015 | Satellite Awards                  | Beste actrice in een televisiefilm of miniserie                     | Maggie Gyllenhaal                   | Genomineerd |
| 2015 | Satellite Awards                  | Beste acteur in een televisiefilm of miniserie                      | Stephen Rea                         | Genomineerd |